# Adnyamathanha
Die Adnyamathanha oder Adynyamathanha sind ein Stamm der Aborigines im Gebiet der Flinders Ranges in South Australia, Australiens. Adnyamathanha bedeutet Felsenmenschen oder Hügelmenschen (englisch: rock people). Die Adnyamathanha erhielten 2009 den bisher größten Native Title Australiens von etwa 41.000 km² zugesprochen.

## Geschichte
Die Adnyamathanha leben seit mehreren zehntausend Jahren im Gebiet der nördlichen Flinders Ranges und um den Lake Torrens. Dieser Aborigines-Stamm unterteilt sich in die Clans der Kuyani, Wailpi, Yadliaura, Pilatapa und Pangkala.
Ab 1851 siedelten die ersten Europäer im Land der Adnyamathanha, was zu zahlreichen Konflikten führte. Als Antwort auf die Landnahme stahlen die Aborigines Schafe, die sie rituell töteten. Sie wurden entweder von ihrem Land verdrängt oder mussten danach als Viehhirten und Haushälter arbeiteten und nahmen bald die Lebensweise der frühen Siedler an. Die United Aborigines Mission (UAM) gründete 1930 eine Missionsstation in Nepabunna. In den 70er Jahren entstand dort die Aborigines-Siedlung Beltana durch die Ureinwohner dieses Gebiets.

## Kultur und Traumzeit
Ihr kulturelles Leben bezieht sich auf die regionalen Salzseen und ihre Traumzeit, die sie Yura Muda nennen. In ihrer Sprache bildet die Yura Muda ihre Identität und gemeinsame Sprache; die Frauen der Adnyamathanha lernen ihre traditionellen und zeitgemäßen Lebensformen sowie ihre Moiety an bestimmten spirituellen Orten. Ihre Traumzeit erzählt von zwei riesigen Schlangenwesen, die die Landschaften schufen, den Akurra – je eine weibliche und männliche Schlange. Da die Schlangenwesen in den Salzseen schlafen, betreten sie keinesfalls die salzverkrustete Oberfläche des Lake Frome. Ihre Ursprünge, Schöpfungsgeschichte und Lebensweise wird von Generation zu Generation weitergegeben.
Sie sprechen eine eigene Sprache und der Name der essbaren Witchetty-Made setzt sich aus ihrer Sprache zusammen, aus „krummer Zweig“ (wityu) und „Larve“ (vartu).

## Landrechte
In ihrem Gebiet gibt es Siedlungen ihrer Gemeinschaft wie Nepabunna, Beltana und Iga Warta, eine Tourismussiedlung. Sie gründeten im August 1998 das erste von Aborigines gemanagte Schutzgebiet Australiens in den Flinders Ranges und im Vulkathunha-Gammon-Ranges-Nationalpark – Nantawarrina Indigenous Protected Area –, das sich über 580 km² erstreckt. Es wird gemeinsam von Adnyamathanha- und den Nepabunna-Aborigines bewirtschaftet, die darauf einen Native Title besitzen, den sie im South Australian Aboriginal Lands Trust verwalten.
Am 30. März 2009 erhielten die Adnyamathanha einen Gerichtsentscheid des Federal Court of Australia, der ihnen ihr angestammtes Land von etwa 41.000 km² mit einem Native Title zur Nutzung und zum Teil als Landeigentum übertrug. In diesen Landrechten sind auch Verfügungsrechte über das Abbaugebiet der Beverley-Uran-Mine. Der bisher größte Native Title Australiens erstreckt sich vom östlichen Ende des Lake Torrens durch die nördlichen Flinders Ranges bis an die Grenze von South Australia und New South Wales, 918 km² davon liegen im Ikara-Flinderskette-Nationalpark.